# Paola Audrey Ndengue
Paola Audrey Ndengue, née en 1989 à Douala, est une entrepreneure française d'origine camerounaise, spécialisée en marketing digital. 

## Biographie

### Enfance et formation
Paola Audrey Ndengue est née au Cameroun en 1989. Elle rejoint la France à l'âge de 12 ans. 
Après une classe préparatoire littéraire au lycée Henri IV qu'elle intègre pour suivre le chemin espéré par sa mère, elle réalise qu'une carrière de professeur ou de chercheuse, voie naturelle après l'ENS, ne correspond pas à ce qu'elle souhaite devenir, et qu'une école de commerce correspondrait mieux à ses aspirations. Pour ne pas perdre une année, elle s'inscrit en faculté dans la filière littérature moderne et sciences du langage à la Sorbonne, le temps de choisir sa voie. Finalement, elle continue jusqu'à l'obtention de sa licence, puis entame à l'ISC un Master en marketing stratégique, qu'elle abandonne en cours de route, au grand dam de ses parents qui lui coupent les vivres. Pendant ce temps, elle tient un blog sous le pseudonyme de Maybach Carter.

### Parcours professionnel
Alors qu'elle est encore étudiante, elle cofonde en 2008 un magazine de mode africaine, Fashizblack. Il s'agit au départ, en 2007, d'un simple blog hébergé sur Skyblog avec trois personnes de sa connaissance. Lorsque le blog monte en puissance, l'informaticien de l'équipe alerte sur le risque que le contenu, dont ils ne sont pas propriétaires, disparaisse au gré des changements de règles de fonctionnement de l'hébergeur. Ils décident donc de migrer sur un site à leur nom, fashizblack.com. Dans le même temps, leur équipe grandit et rassemble jusqu'à 30 personnes. En vue de monétiser le blog, ils changent de format et adoptent l'apparence d'un magazine papier, avec parution bimensuelle[réf. à confirmer]. L'équipe s'avérant trop lourde à gérer, ses effectifs diminuent rapidement, et le magazine commence à gagner de l'argent. Ils lèvent des fonds par crowfunding, et passent à une réelle version papier en 2012, qui se développe avec la création d'une boutique en ligne. 
En 2013, elle crée à Paris une entreprise de conseil en marketing et relations publiques, Panelle et compagnie, qui compte en 2019 deux autres agences, à Douala et Abidjan.
En 2014, déçue par l'accueil qui lui est fait en tant que femme et Noire, elle s'installe en Côte d'Ivoire à Abidjan où elle travaille dans plusieurs sociétés de communications.
Son métier l'amène à être créatrice de contenus via des blogs ou sa newsletter hebdomadaire sur l'Afrique, Africa Digest. 
En 2018, elle est élue dans le Top 20 des jeunes promoteurs parmi les 100 personnalités les plus influentes de Côte d'Ivoire.
En 2019, elle fait partie de la liste des 30 créateurs de moins de 30 ans les plus prometteurs désignés par Forbes Africa.